# Escadarias de la Reine Teodolinda
As Escadarias de la Reine Teodolinda ou Scalinata della Regina Teodolinda é uma das esculturas do artista Giannino Castiglioni, ficam em Lierna. Embora popularmente conhecidas por este nome, em italiano elas são chamadas de Scalinata della Regina.
O nome deriva da Rainha da Itália Teodolinda, que permaneceu no Castelo em frente às escadas na margem do lago, na frente de uma baía natural de pedras brancas que é chamada Riva Bianca. A escultura majestosa, embora simples e essencial, foi esculpida pelo artista Giannino Castiglioni de 1922 a 1926, que a completa com o monumento de uma antena de bandeira.